# Bibliothèque Solvay
Pour les articles homonymes, voir Solvay.
La Bibliothèque Solvay est un bâtiment de style éclectique et Art nouveau édifié en 1902 sur le territoire de la Ville de Bruxelles par les architectes Constant Bosmans et Henri Vandeveld.

## Localisation
La Bibliothèque Solvay se dresse dans le parc Léopold, situé à l'arrière du Parlement européen et du Muséum des sciences naturelles à Bruxelles.

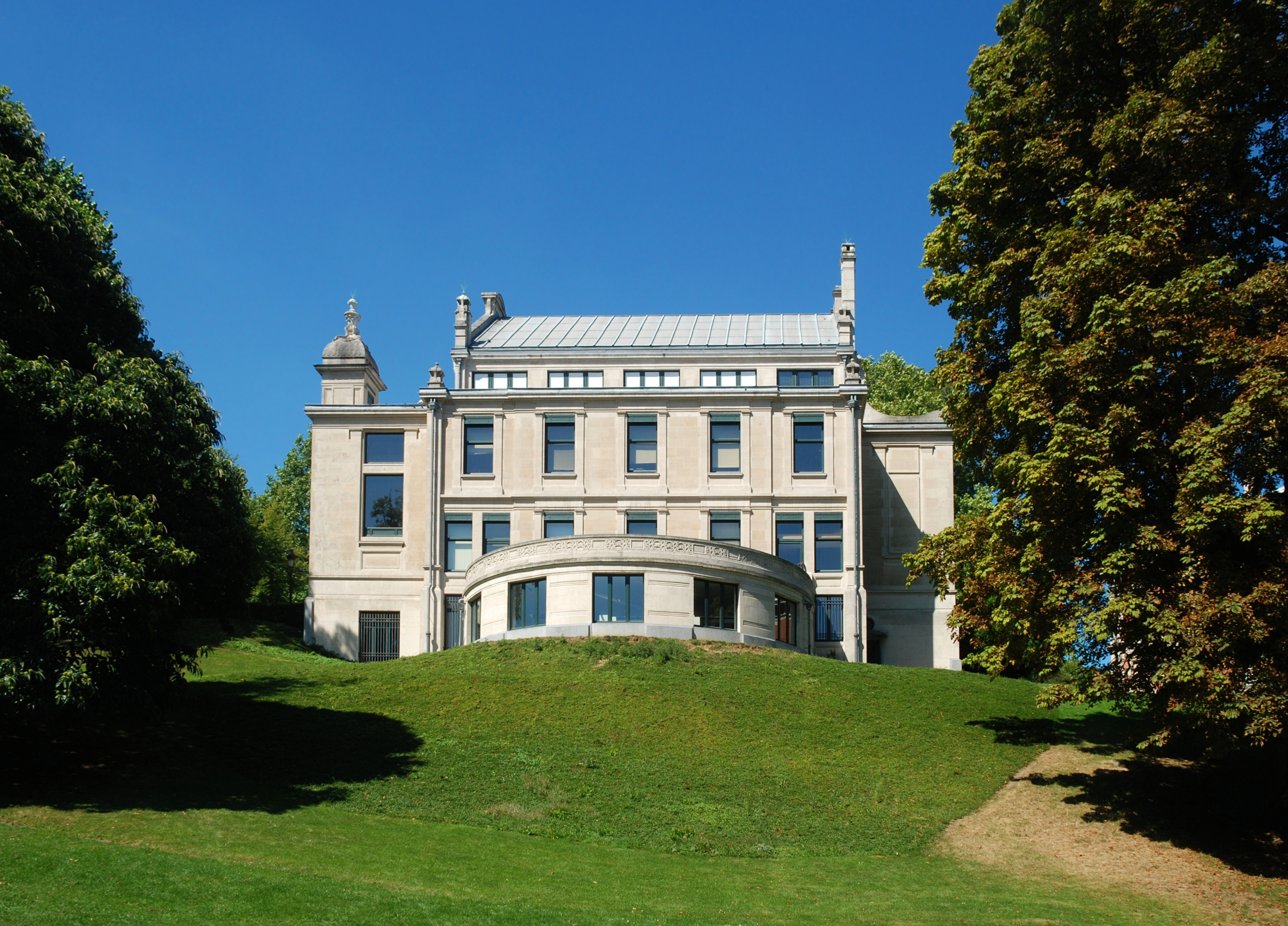
La façade sud-est dans l'écrin de verdure du parc Léopold.

## Historique

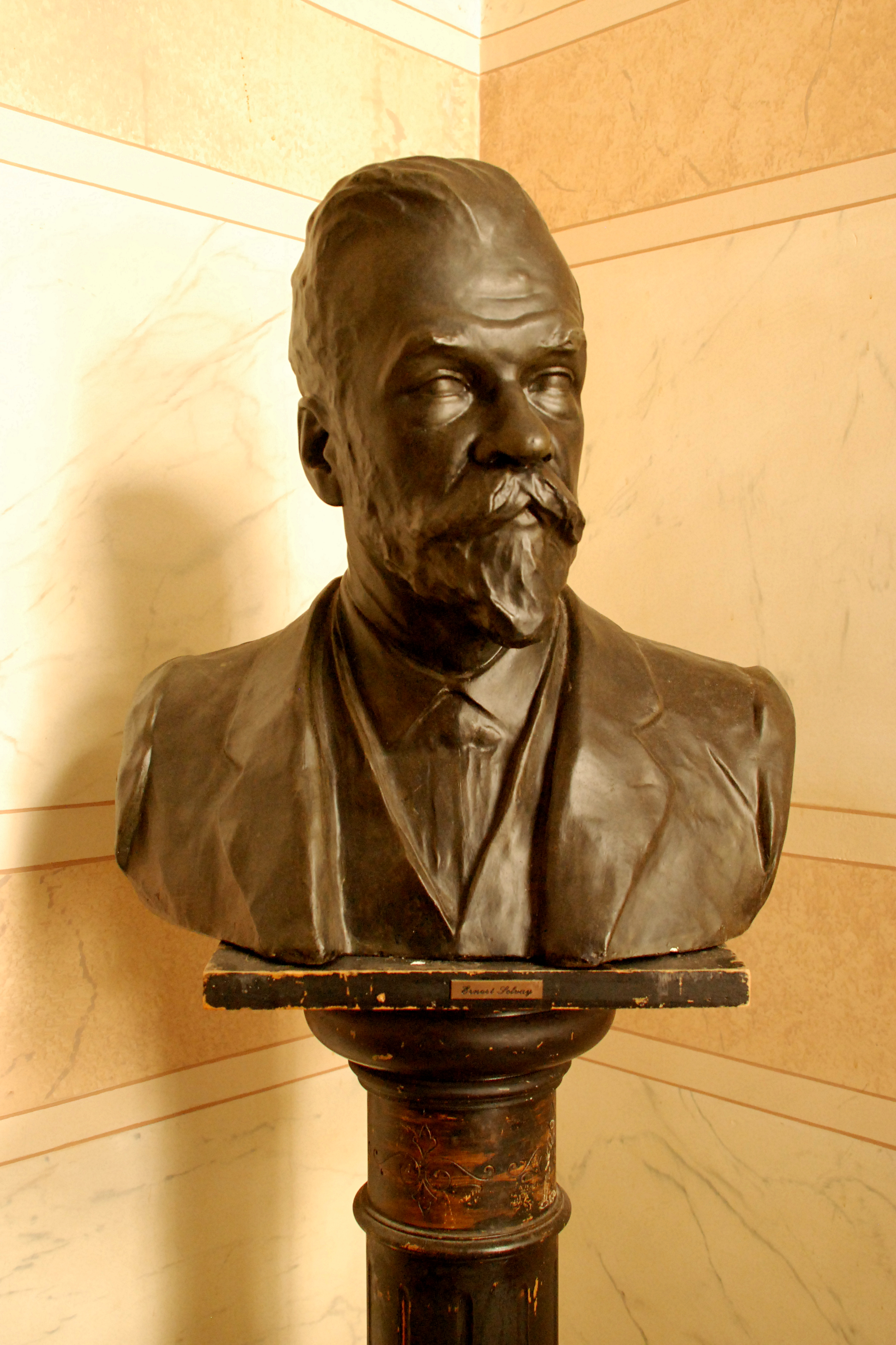
Buste d'Ernest Solvay.

C'est en 1902 que les architectes Constant Bosmans et Henri Vandeveld (à ne pas confondre avec le célèbre Henry Van de Velde) construisent, dans le cadre de la « Cité de la Science », l'institut de sociologie (connu actuellement sous le nom de « Bibliothèque Solvay ») sur base d'un projet établi par Émile Waxweiler, professeur de sociologie à l'Université libre de Bruxelles.
Érigée à partir de 1891 sous l'action conjointe de la ville et de l'Université libre de Bruxelles avec l'aide de mécènes comme Ernest Solvay, cette « Cité de la Science » regroupe l'institut de sociologie (« Bibliothèque Solvay »), l'institut de physiologie, l'institut d'anatomie, l'institut de dentisterie, l'institut Pasteur et l'école de commerce. 
Abandonné en 1981, le bâtiment est cédé par l'Université libre de Bruxelles et classé en 1988 dans un piteux état.
En 1989, la S.D.R.B. obtient un bail d'emphytéose de 99 ans de la ville de Bruxelles
En 1991, des membres du Parti populaire européen commencent des négociations secrètes pour la transformation en club fermé de parlementaires. 
Restauré en 1991 (près de 5 millions d'euros de subsides publics) sous la conduite des architectes Francis Metzger et Luc Deleuze, il est rouvert en 1994 sous le nom de « Bibliothèque Solvay »,.
En 2000, Maison de l'Europe S.A. prend possession du bâtiment. 
Forum Europe et Friends of Europe commencent à y organiser des séminaires de lobbying.
En 2002, New Defence Agenda s'y installe également.
Depuis 2013, seule la société Edificio SA occupe le bâtiment et y organise toutes sortes d'évènements culturels, sociaux et caritatifs.
Une nouvelle réfection menée en 2010 concerne la toiture, qui n'avait jamais été réparée depuis la construction de l'édifice.

## Architecture extérieure

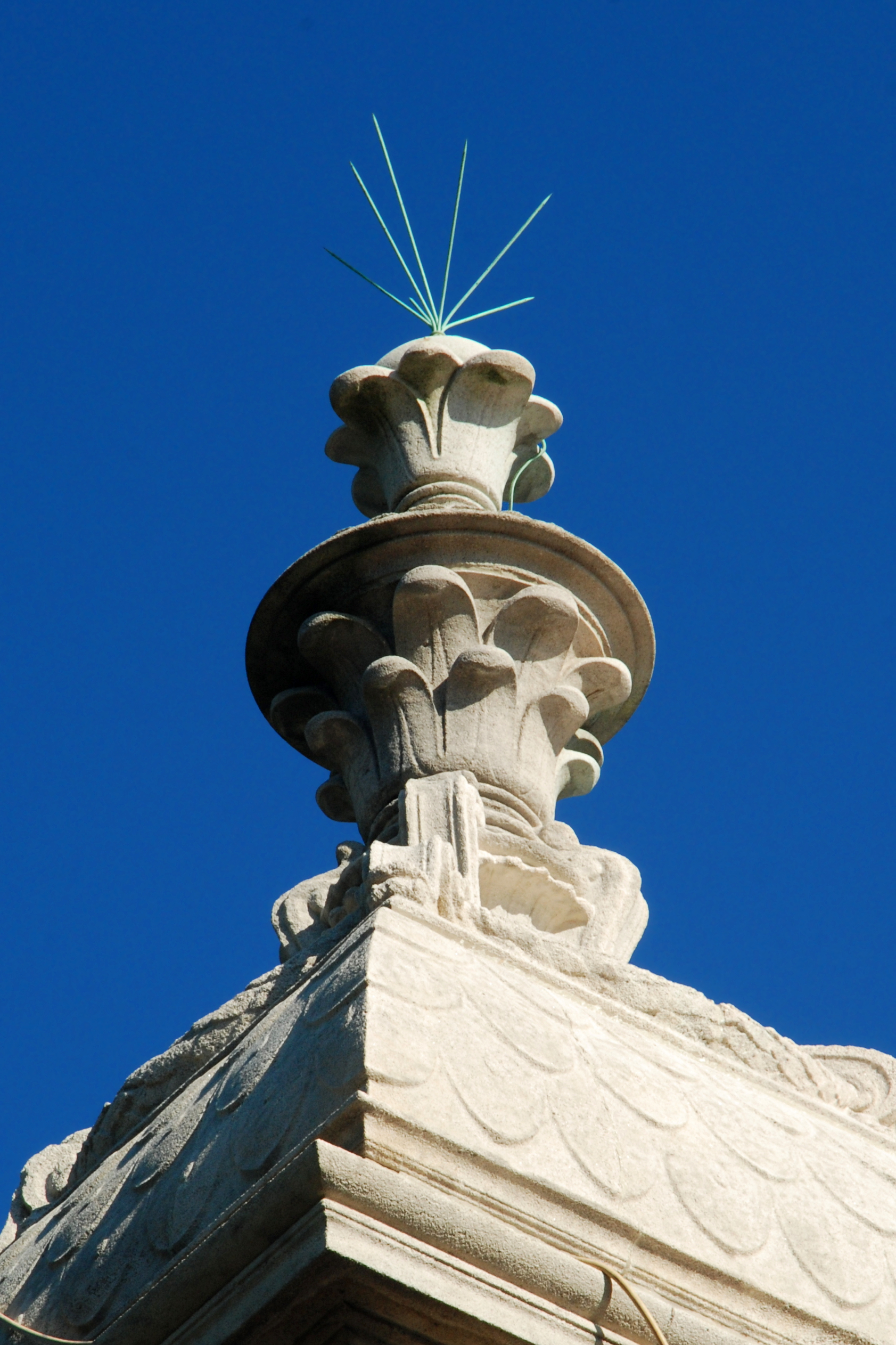
Fleuron.

L'extérieur de l'ancienne bibliothèque Solvay, édifié en pierre d'Euville assemblée en grand appareil, présente un style éclectique très sobre auquel se mêlent quelques éléments Art nouveau très discrets comme les pinacles qui surmontent les corniches. 
La façade principale, résolument éclectique, arbore au-dessus de la porte d'entrée un cartouche portant l'inscription « Instituts Solvay - Institut de sociologie ».
La façade sud-est, par contre, présente plutôt les caractéristiques de l'architecture néo-classique : fenêtres encadrées de pilastres, corniche largement débordante, frise de dés sous la corniche…

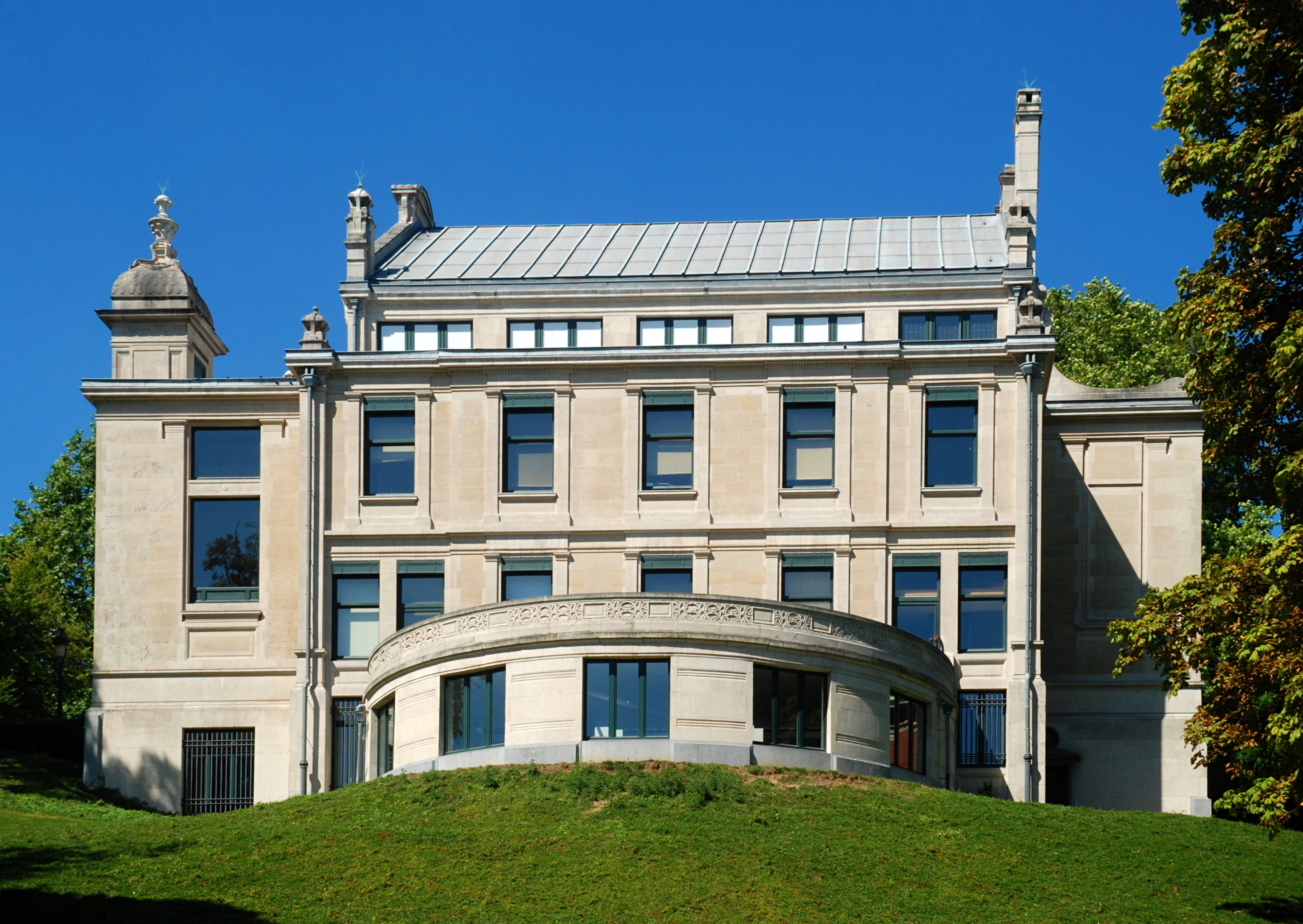
La façade sud-est.
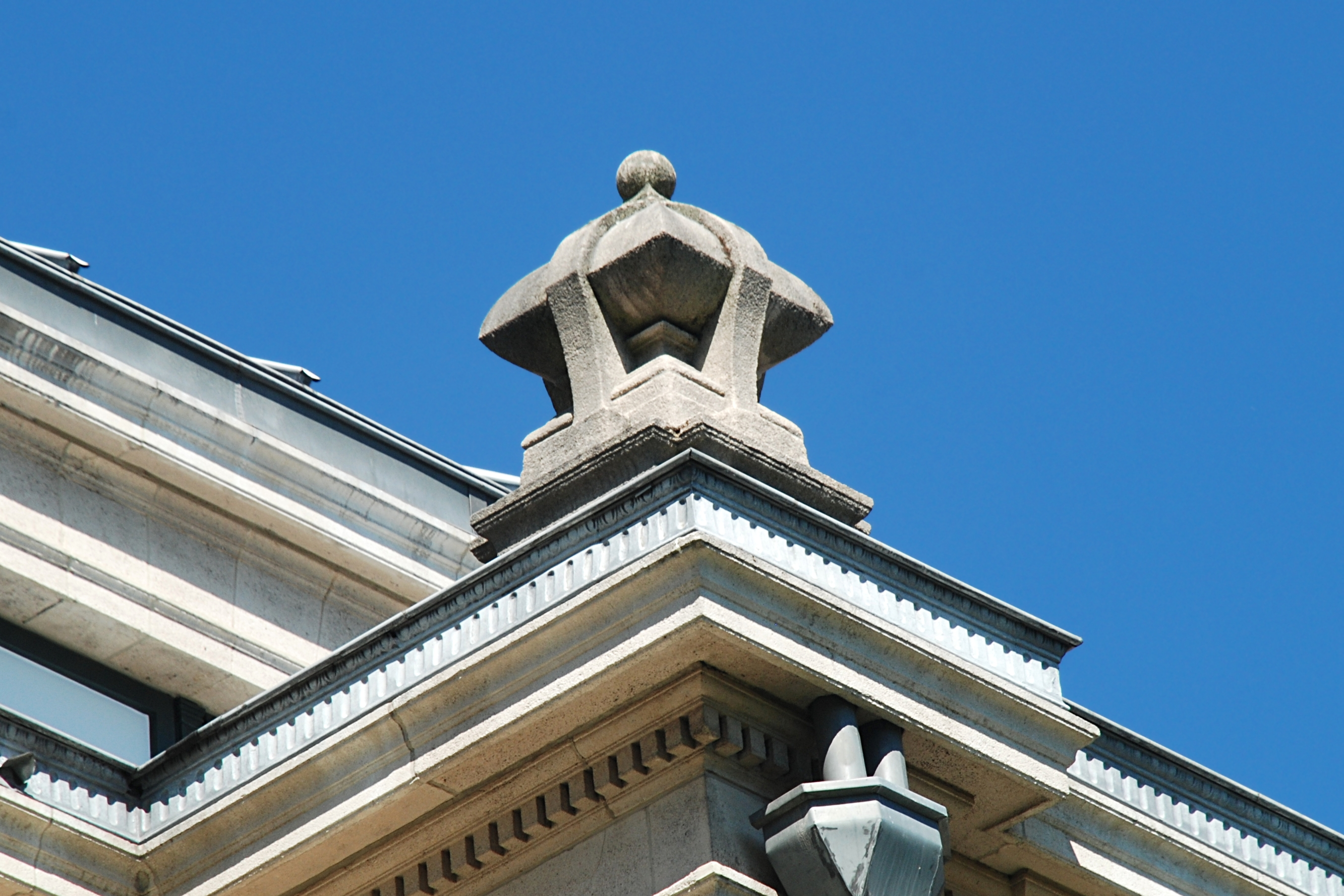
Pinacle d'esprit Art nouveau.

## Architecture et décoration intérieure

### Le hall d'entrée

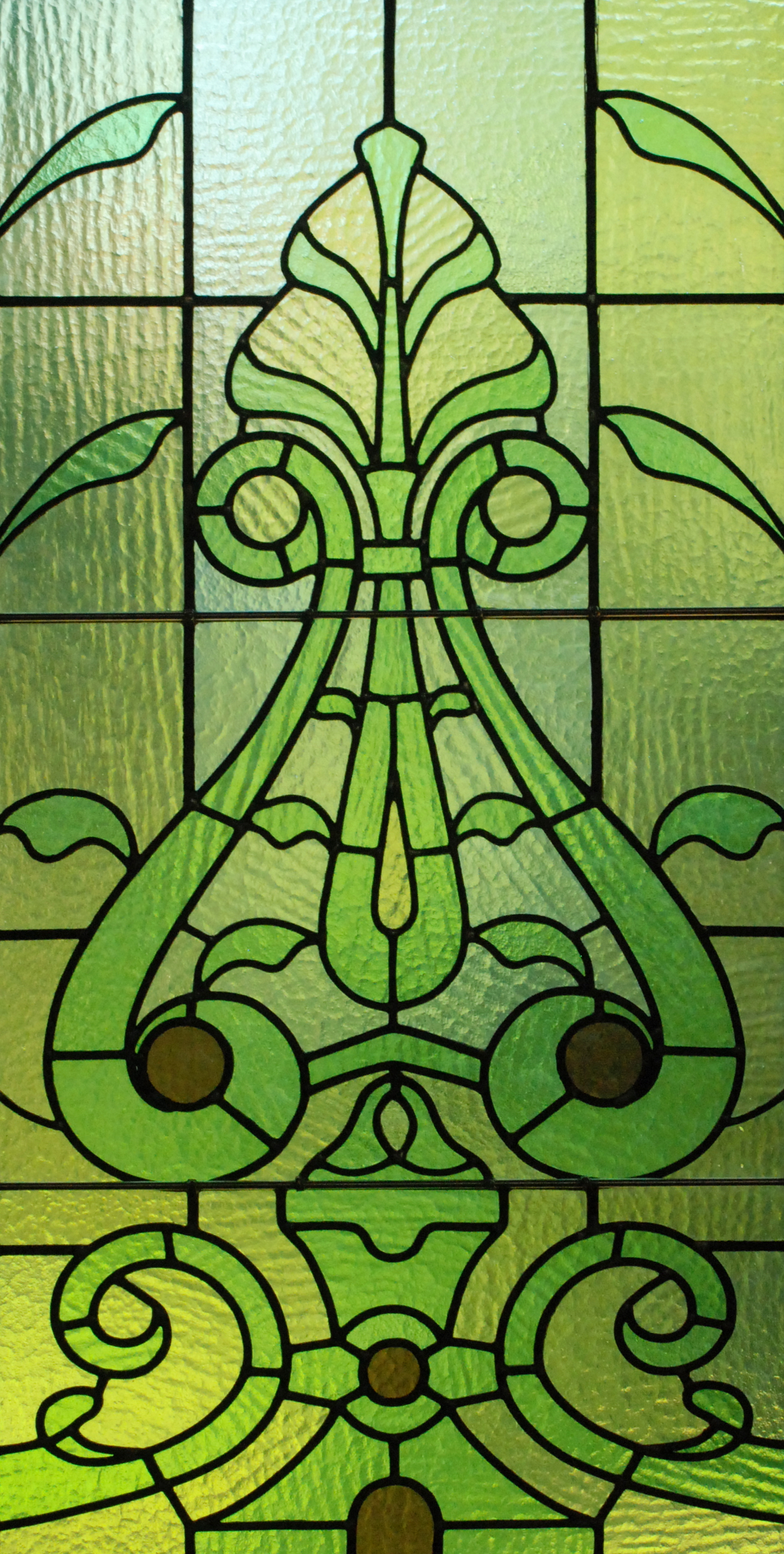
Vitrail.

Le hall d'entrée possède un superbe pavement en mosaïque d'esprit Art nouveau ainsi que des baies ornées de vitraux.
Édifié en pierre d'Euville, il est surmonté de belles coupoles réalisées dans ce même matériau.

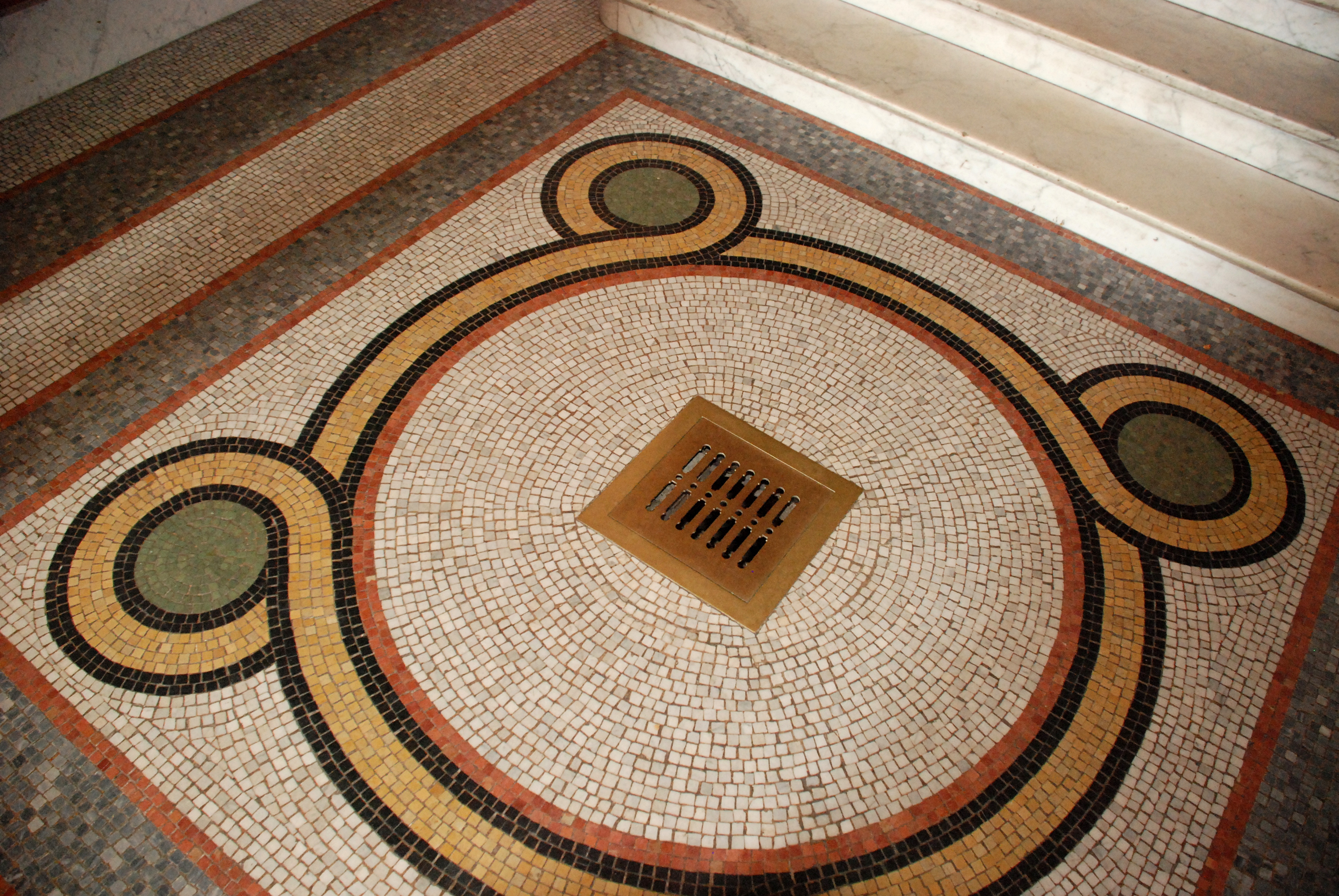
Mosaïques du hall d'entrée.
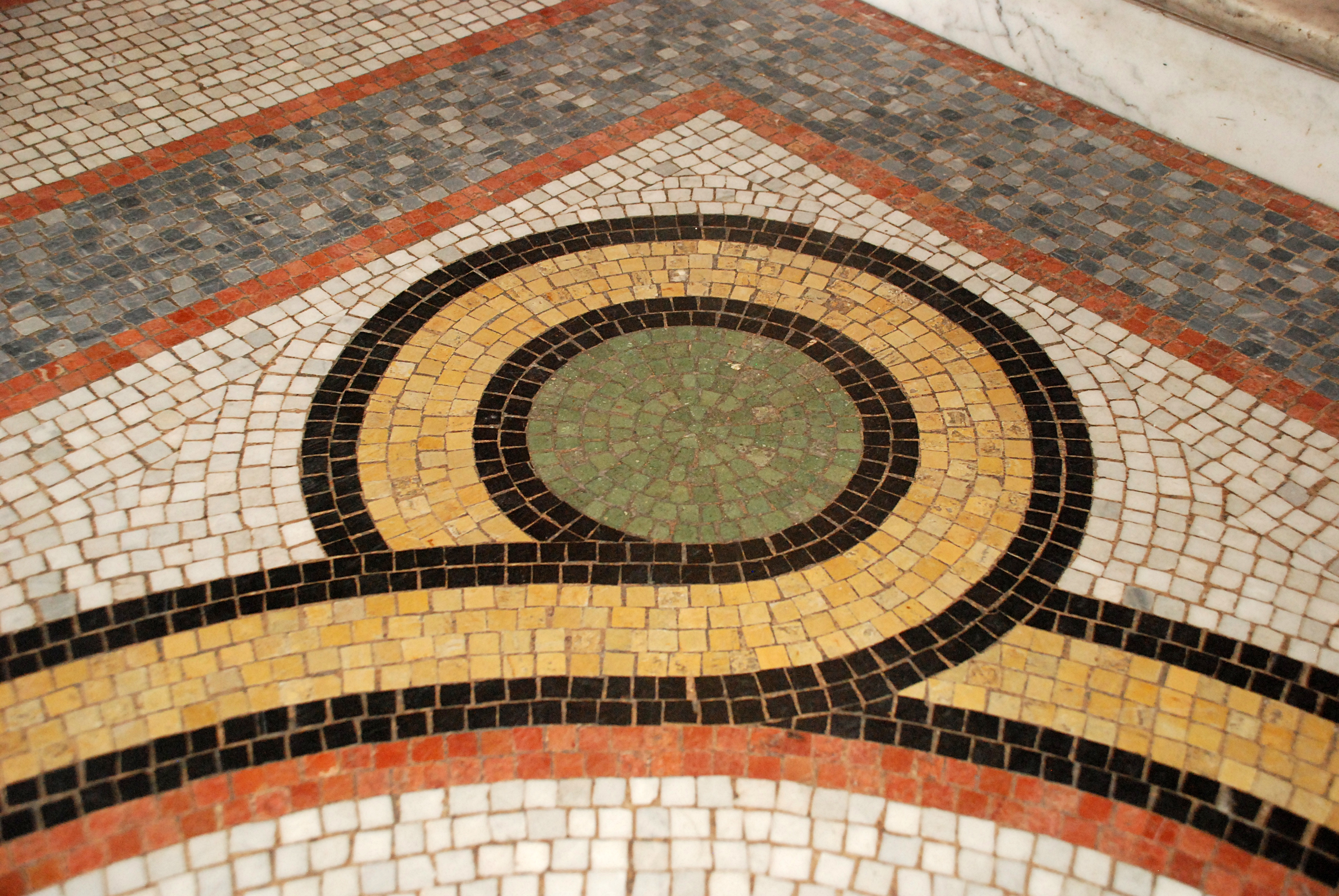
Détail des mosaïques du hall d'entrée.

### La salle de lecture
L'élément central de la Bibliothèque Solvay consiste en une grande salle de lecture d'esprit Art nouveau étagée sur deux niveaux et éclairée par de vastes baies.

#### Niveau inférieur

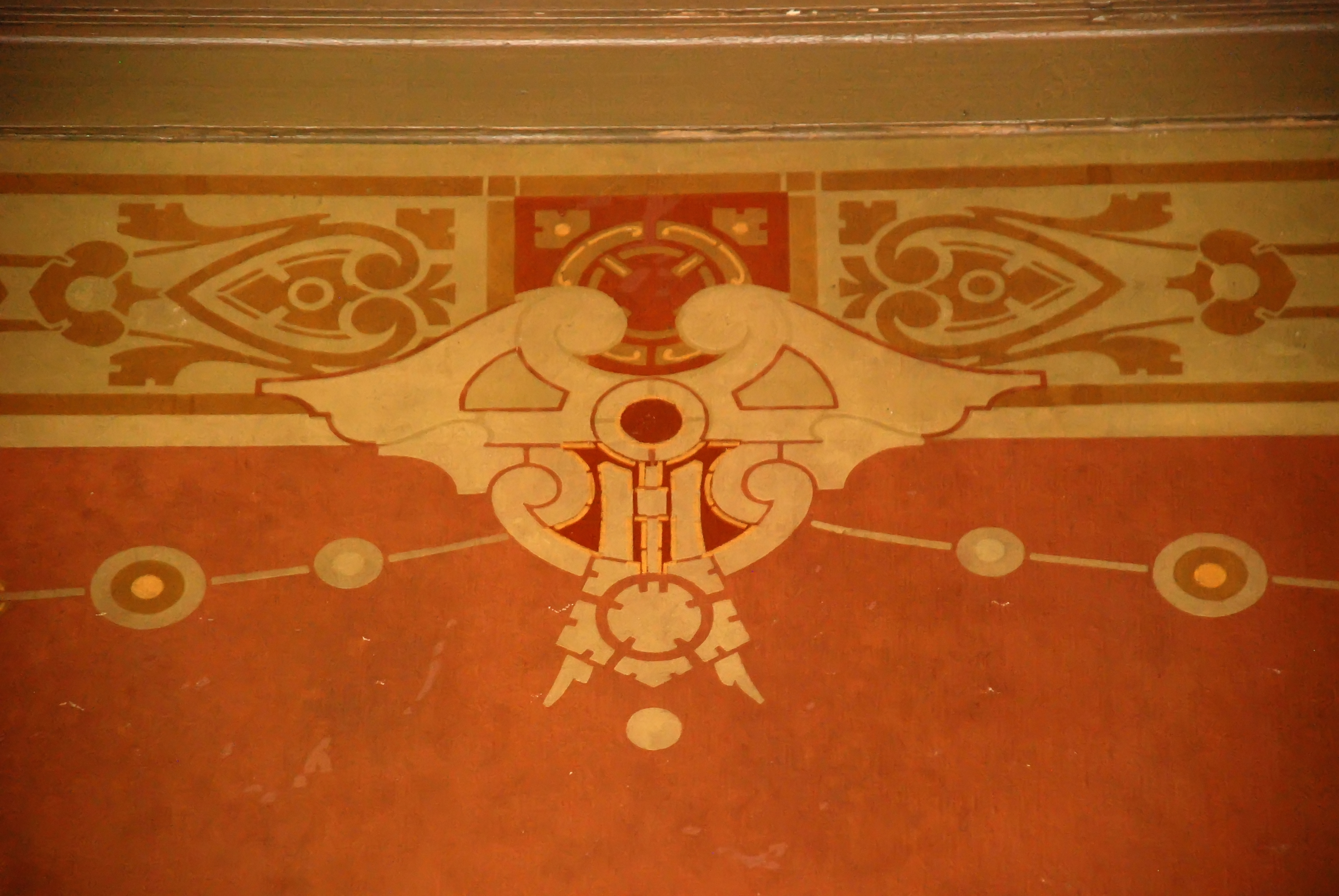
Détail des peintures.

Le niveau inférieur de la salle de lecture, recouvert de parquet, est délimité par une balustrade en bois et métal dans laquelle sont intégrés des luminaires.
De l'autre côté de cette balustrade, les murs longitudinaux sont couverts de rayonnages dans lesquels s'insèrent, à intervalles réguliers, des portes en bois surmontées chacune d'un entablement dont l'architrave porte un cartouche sculpté dans le bois.
Au-dessus des rayonnages, les murs présentent un riche décor de peintures de couleur rouge et or attribuées sans certitude à Adolphe Crespin.
Au nord-est, la salle de lecture est prolongée par une salle annexe dont elle est séparée par trois grandes arcades cintrés séparées par des pilastres plats et frappées chacune d'une clé d'arc en stuc ornée de volutes, de feuilles d'acanthe et de rubans.

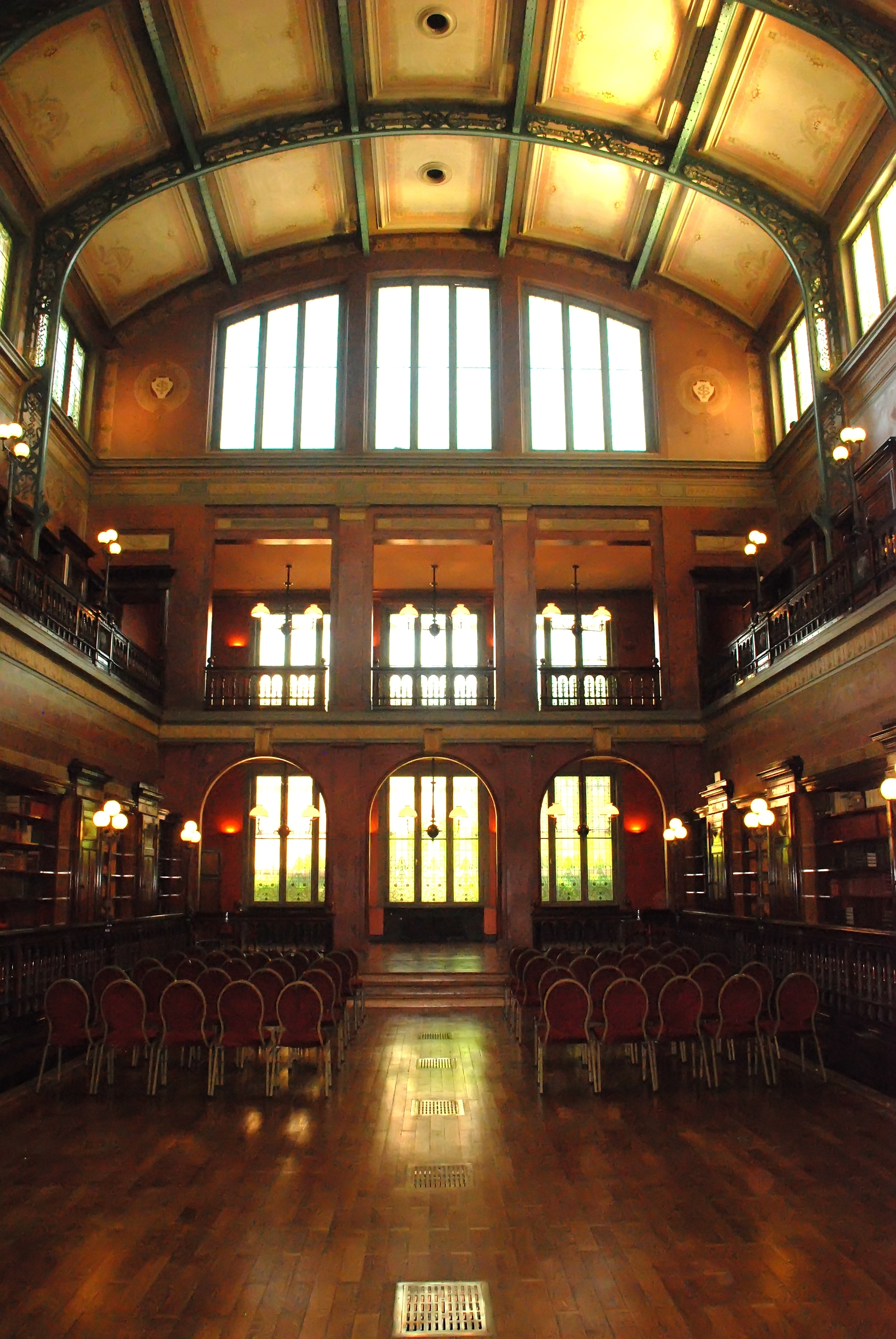
La salle de lecture.
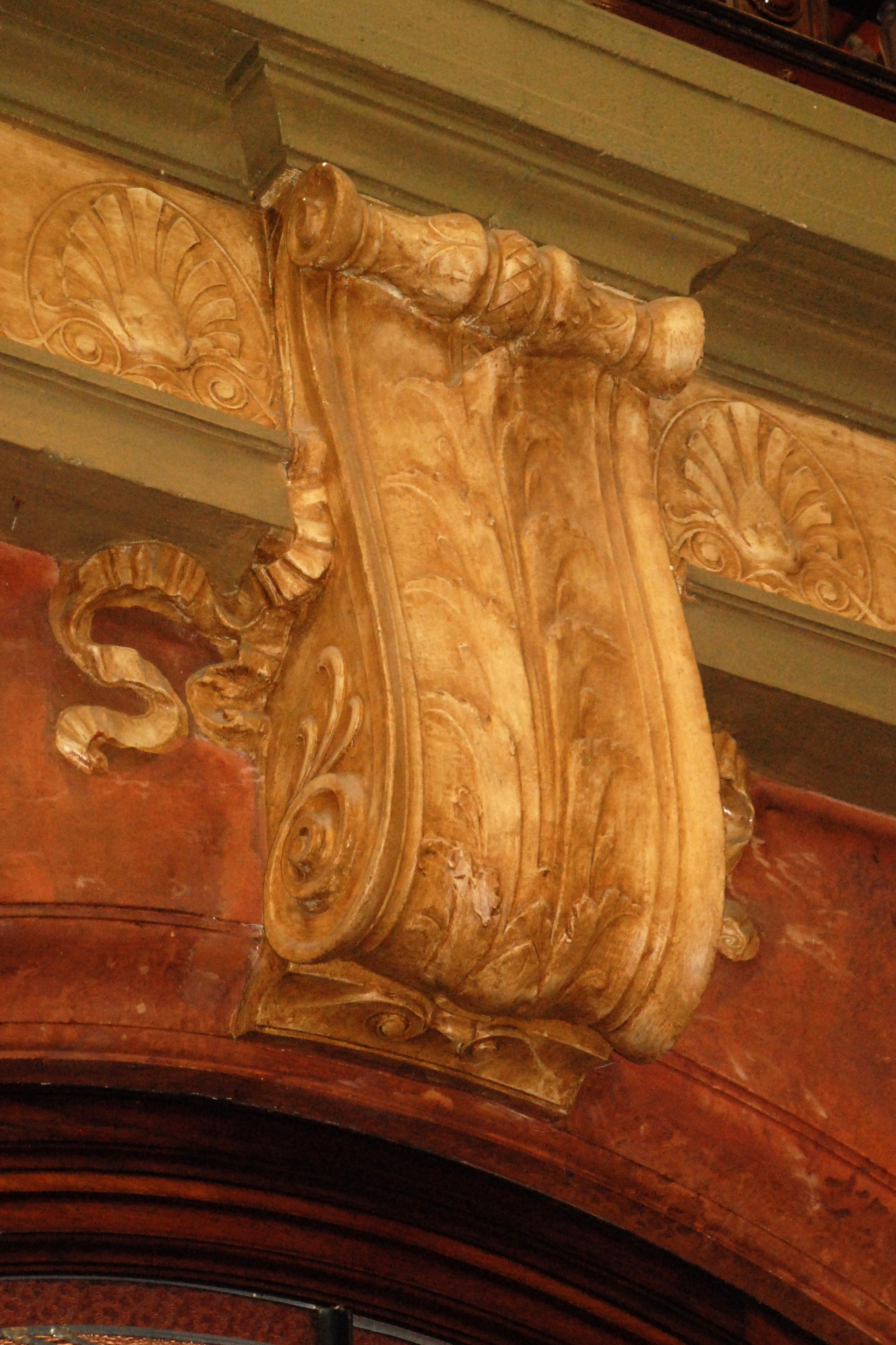
Clé d'arc.
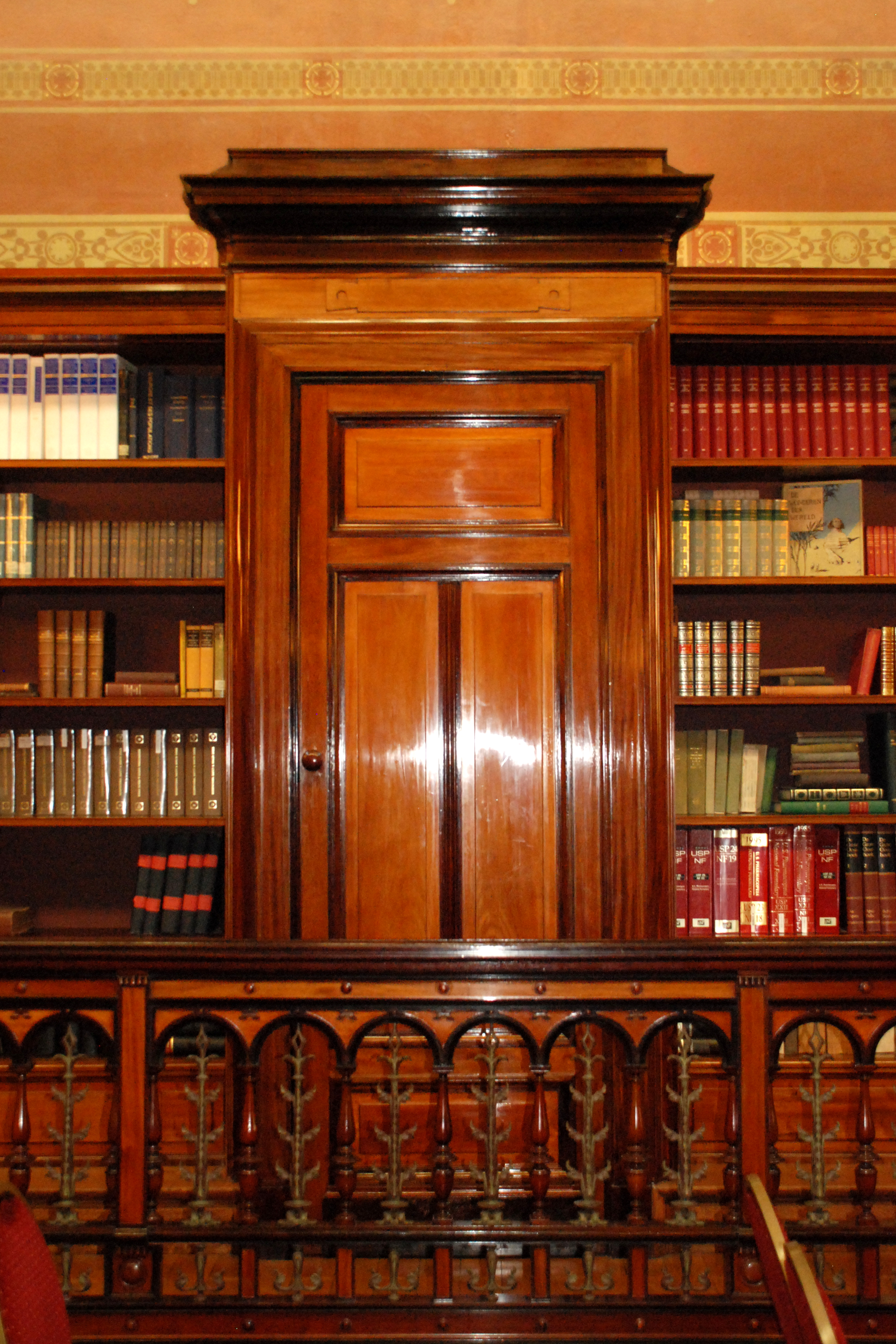
Porte.

#### Galerie

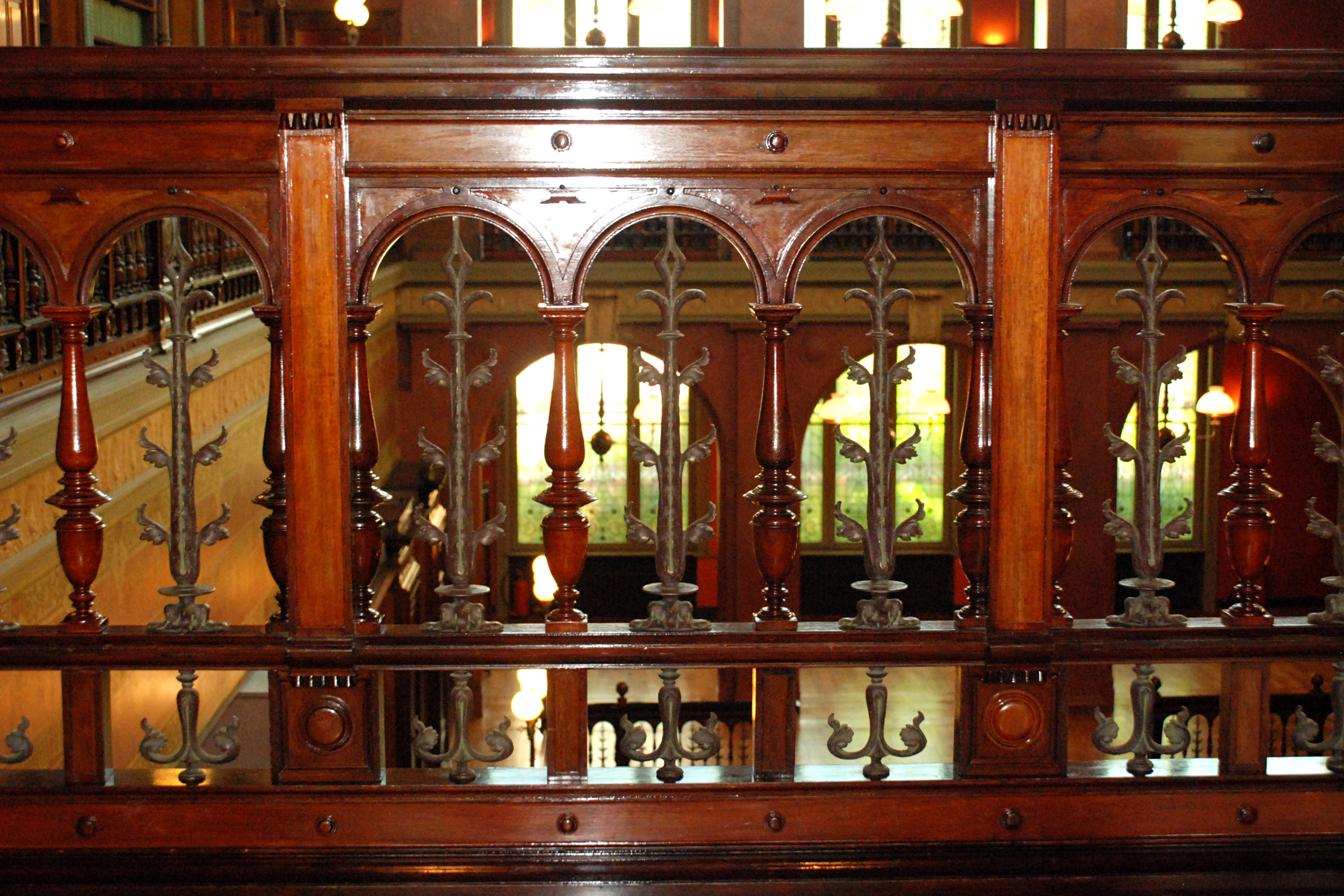
Détail de la rambarde.

À l'étage court une galerie dont les murs sont couverts de rayonnages en bois alternant avec des portes, comme au rez-de-chaussée.
Ces rayonnages sont interrompus par de magnifiques piliers en fer forgé peints en couleur vert pâle, dont le style hésite entre l'éclectisme et l'Art nouveau auquel il emprunte ses volutes terminées en coup de fouet.
Au-dessus des rayonnages, les murs sont ornés de peintures de couleur rouge et or, semblables à celles du rez-de-chaussée et surmontées d'une frise d'oves et d'une corniche moulurée.
La galerie est protégée par une rambarde en bois composée de pilastres plats ornés de motifs de gouttes délimitant des panneaux composés chacun de trois petites arcades cintrés reposant sur des balustres en bois alternant avec des tiges en fer forgé agrémentées de feuillages.
La rambarde comporte à intervalles réguliers un panneau carré orné d'un blason en fer forgé marqué d'un I et d'un S entrecroisés, signifiant tout à la fois « Institut de Sociologie » et « Instituts Solvay », soit les mentions qui figurent dans le cartouche placé au-dessus de la porte d'entrée du bâtiment. Chacun de ces blasons est surmonté d'un luminaire à trois globes.
À l'étage, la salle annexe située au nord-est est séparée de la salle de lecture par trois grandes arcades rectangulaires séparées par des pilastres plats aux chapiteaux dorés.

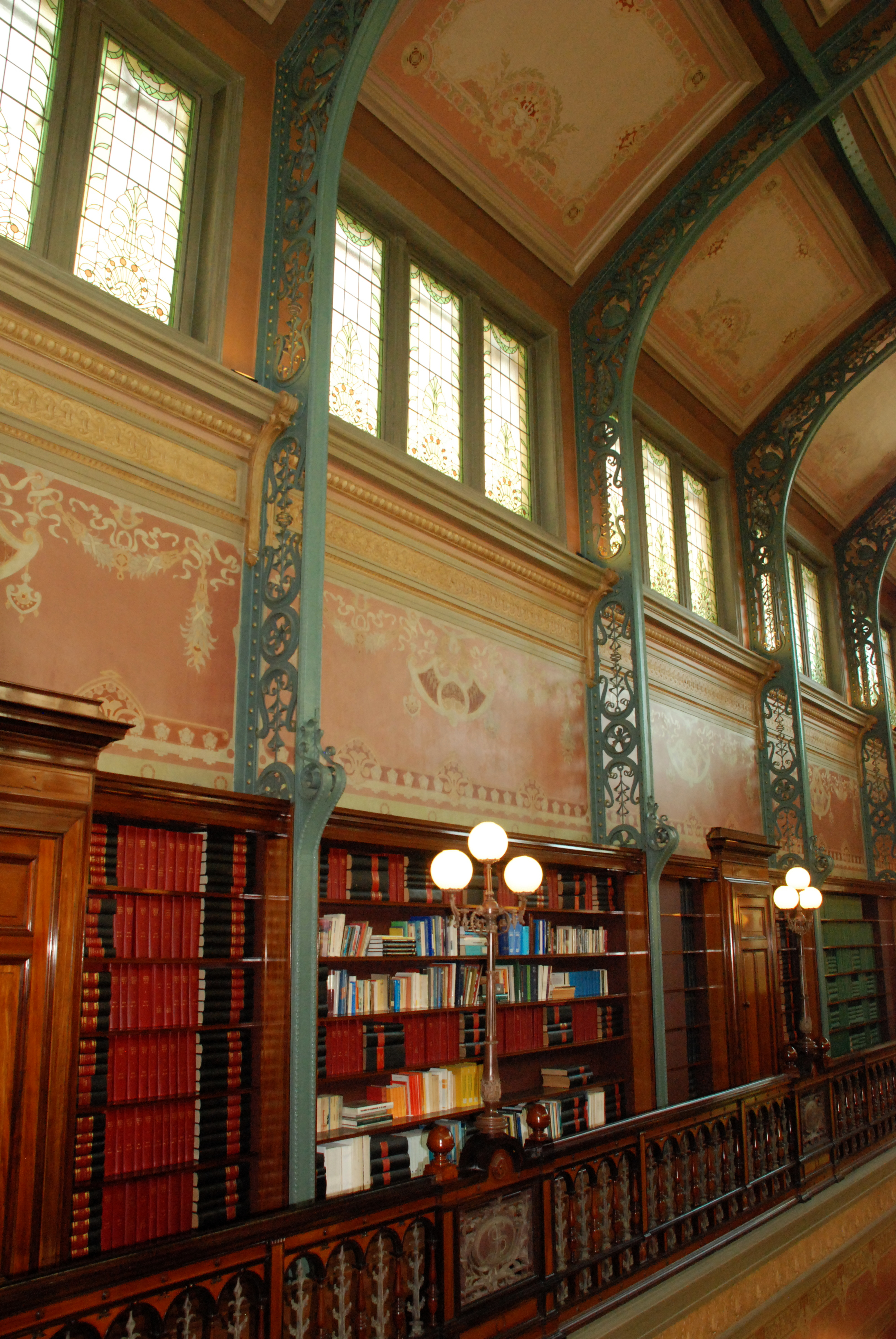
La galerie.
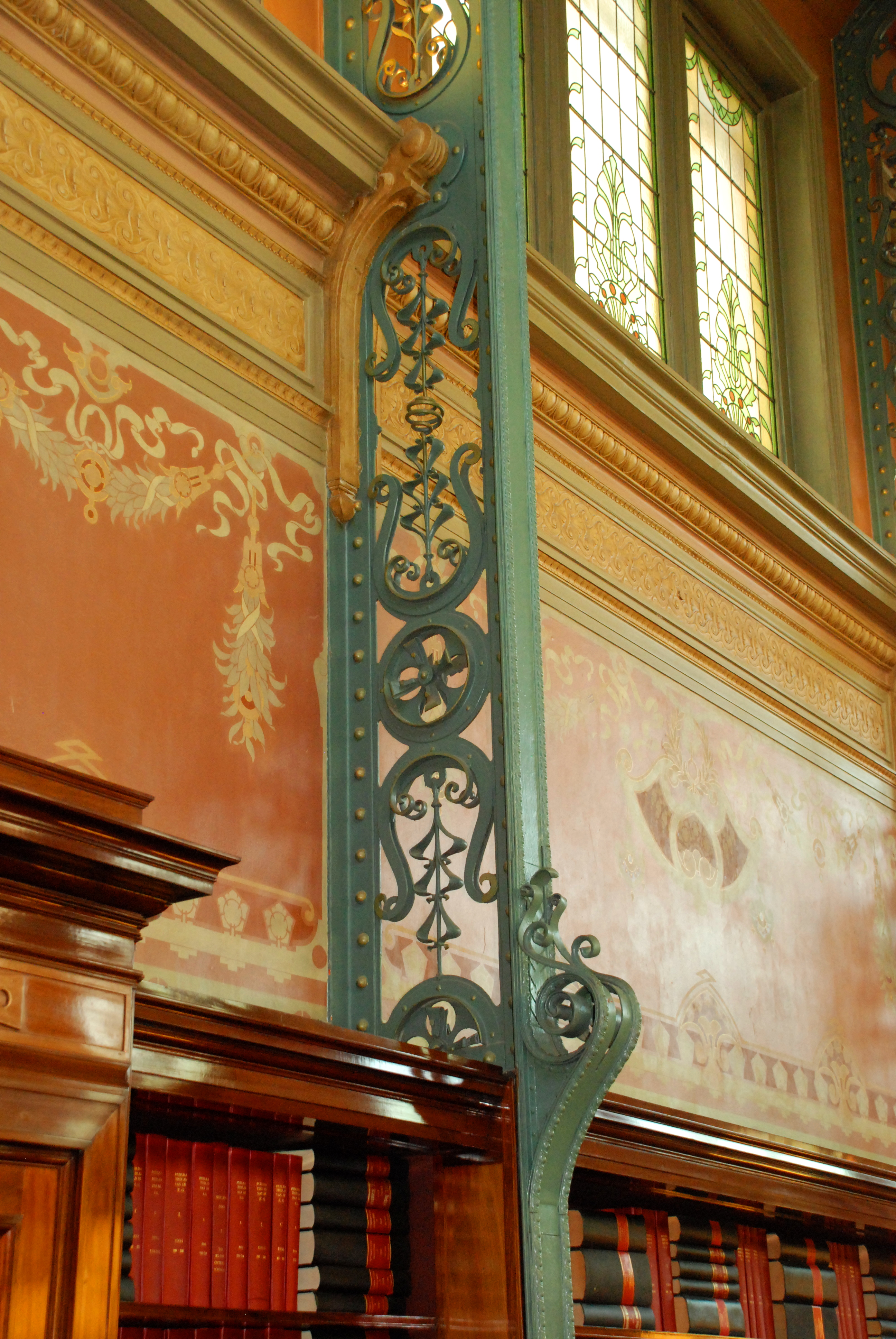
Pilier en fer forgé.
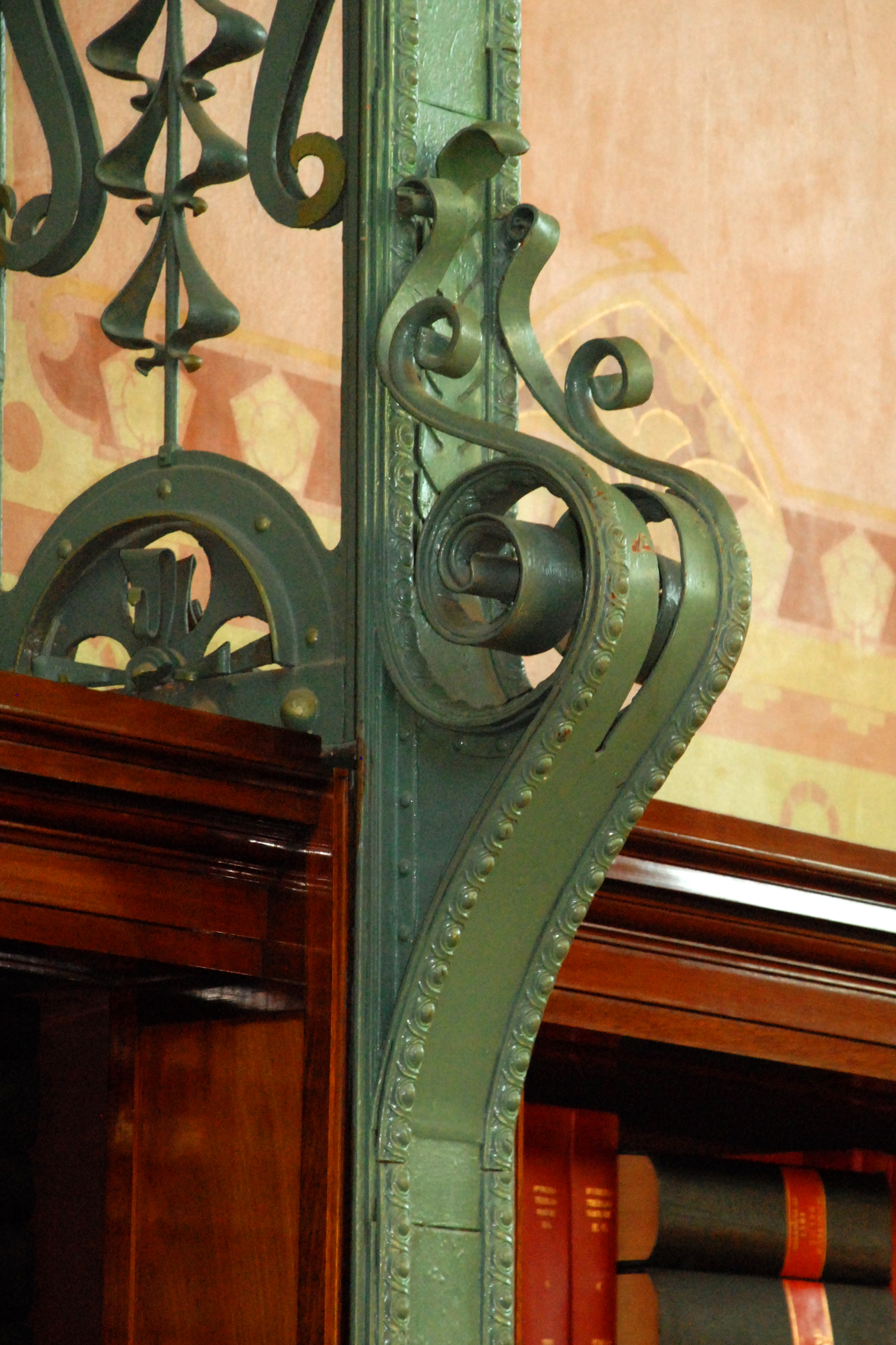
Volutes Art nouveau.
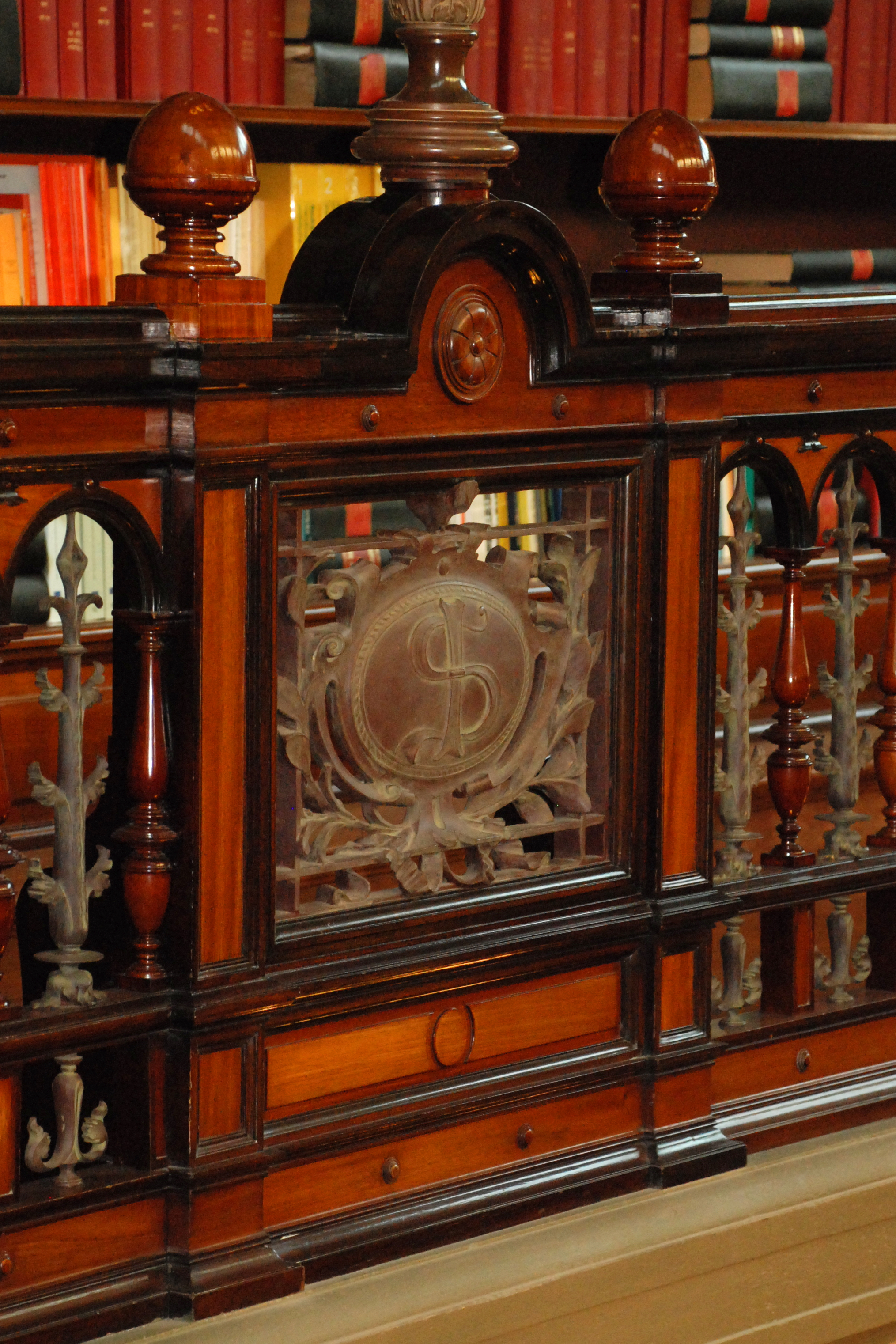
Blason.

#### Niveau supérieur et plafond
Le niveau supérieur de la salle, au-dessus de la frise d'oves et de la corniche, est occupé par de nombreuses fenêtres. Les murs gouttereaux sont percés d'une série de triplets de fenêtres rectangulaires disposés entre les piliers en fer forgé tandis que le pignon nord-est est percé de trois groupes de trois fenêtres de hauteur décroissante.
De part et d'autre des grandes baies du pignon sont peints des blasons marqués d'un I et d'un S entrecroisés (« Institut de Sociologie » et « Instituts Solvay »), qui font écho à ceux qui ornent les balustrades de la galerie du premier étage.
La salle est surmontée d'un plafond à caissons porté par une charpente en fer forgé soutenue par les piliers en fer forgé ancrés dans les murs.
Chaque caisson est orné d'une toile marouflée peinte de motifs similaires aux motifs décorant les murs. Lors de la restauration de 1991, certaines de ces toiles ont dû être refaites à l'identique car elles s'étaient décollées du plafond et avaient été endommagées voire carrément brûlées par des vandales.

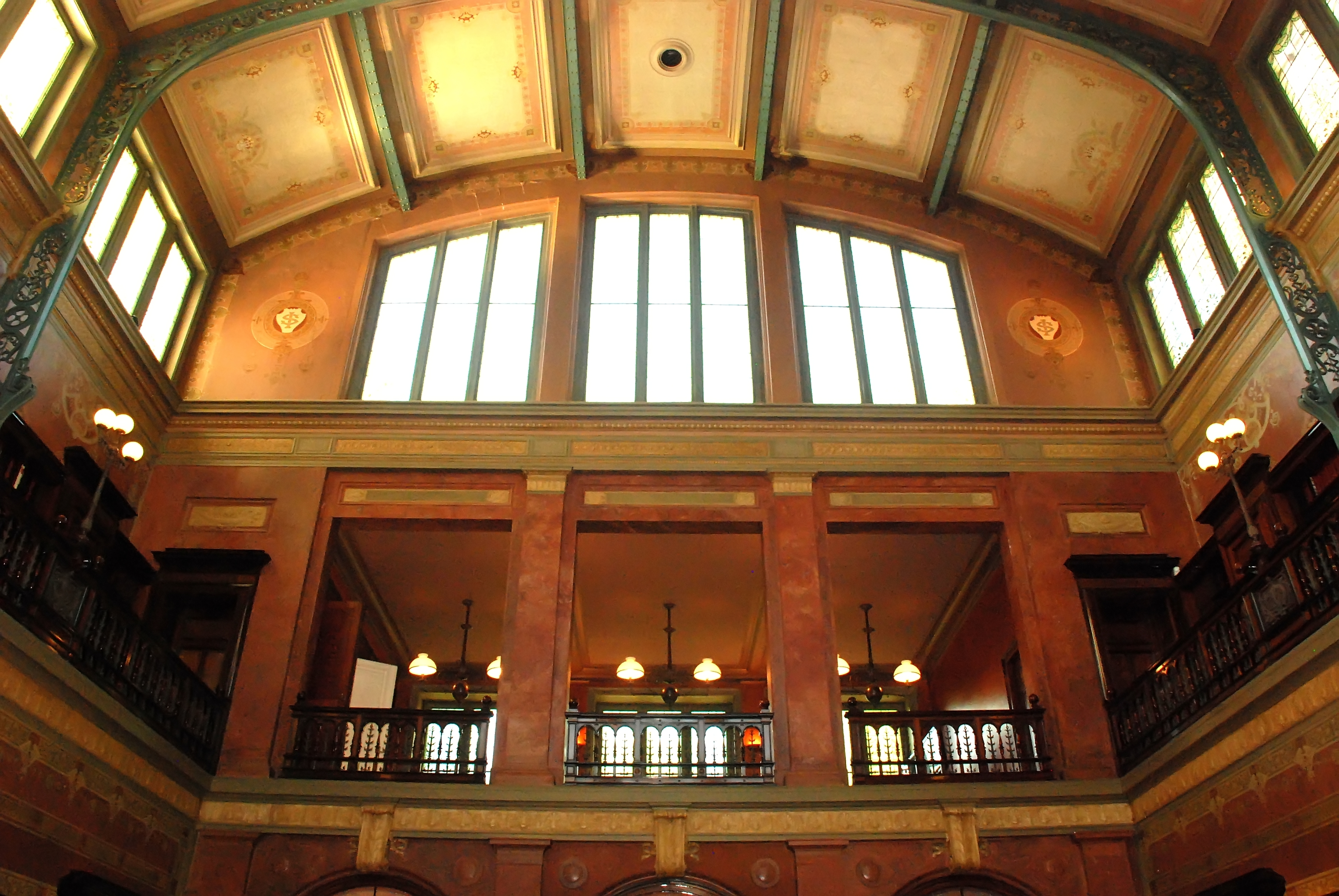
Le niveau supérieur.
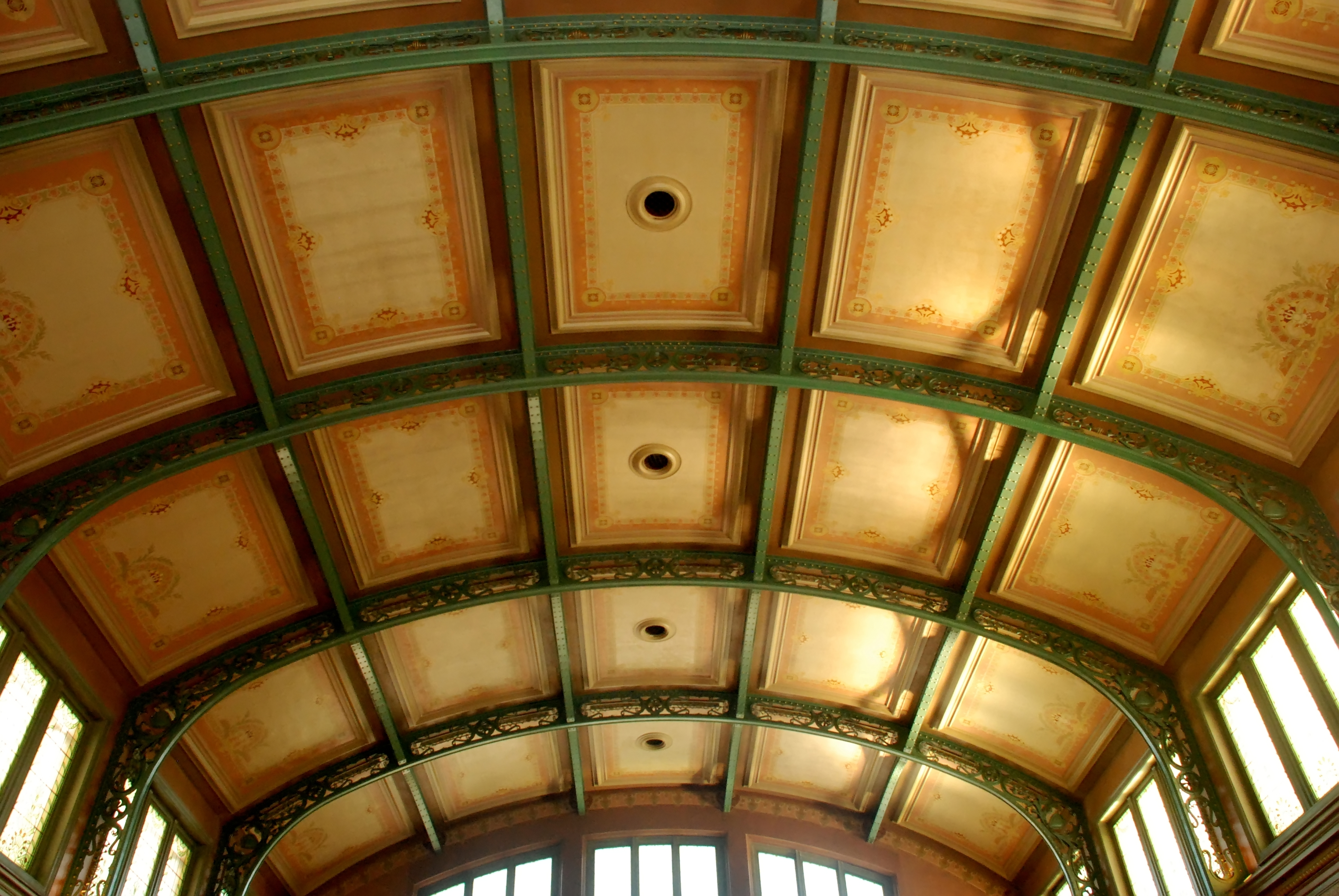
Le plafond à caissons.
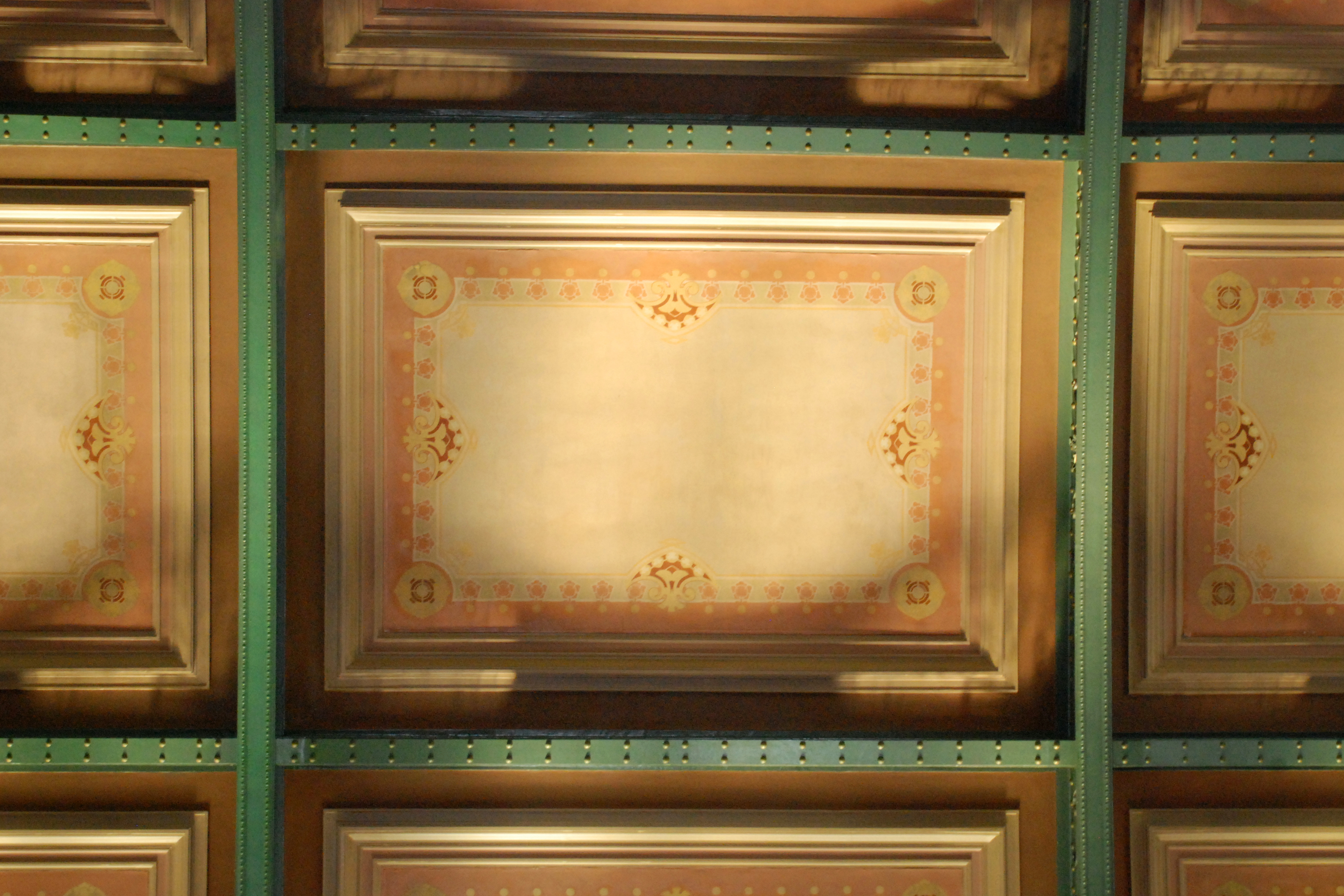
Détail d'un caisson.